# Ohmmètre
Ne doit pas être confondu avec Ohm mètre.
 (juin 2019).
Si vous disposez d'ouvrages ou d'articles de référence ou si vous connaissez des sites web de qualité traitant du thème abordé ici, merci de compléter l'article en donnant les références utiles à sa vérifiabilité et en les liant à la section « Notes et références ».

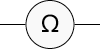
Représentation symbolique d'un ohmmètre dans un circuit.

Un ohmmètre est un instrument de mesure qui permet de mesurer la résistance électrique d'un composant ou d'un circuit électrique. L'unité de mesure est l'ohm, dont le symbole est Ω.

## Principe de fonctionnement
Deux méthodes peuvent être utilisées pour mesurer la valeur d'une résistance :
1. Mesure d'une tension avec un générateur de courant[1] ;
2. Mesure d'un courant avec un générateur de tension[1].

### Générateur de courant
Un générateur de courant impose une intensité IM à travers la résistance inconnue RX, on mesure la tension VM apparaissant à ses bornes.
- Un tel montage ne permet pas de mesurer avec précision des résistances dont la valeur excède quelques kΩ car le courant dans le voltmètre n'est alors plus négligeable (la résistance interne du voltmètre étant couramment égale à 10 MΩ). Le montage est donc complété par un générateur de courant auxiliaire asservi à la valeur de la tension mesurée par le voltmètre et chargé de délivrer le courant dans le voltmètre noté IV
- Lorsque la valeur de la résistance RX est inférieure à une dizaine d'ohms, pour éviter de prendre en compte les diverses résistances de connexion, il convient de mettre en œuvre un montage particulier, réalisé dans les ohmmètres 4 fils : deux fils pour le générateur de courant, deux fils pour le voltmètre (voir aussi mesure 4 pointes).

### Générateur de tension
On utilise un ampèremètre pour mesurer le courant I circulant dans une résistance RX à laquelle on applique une faible tension V définie.
m
- Cette méthode est utilisée dans les ohmmètres analogiques munis de galvanomètre à cadre mobile.

## Types
Il existe 2 types d’ohmmètre :

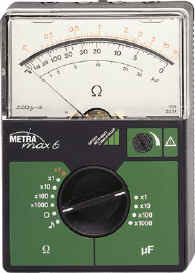
Ohmmètre analogique.

- analogique : le plus ancien (cf. ci-contre) ;
- numérique : actuel[2].